# Myrmica longispinosa
Myrmica longispinosa är en myrart som beskrevs av Mayr 1868. Myrmica longispinosa ingår i släktet rödmyror, och familjen myror. Inga underarter finns listade i Catalogue of Life.